# Jumelage et coopération de la Charente-Maritime
Le jumelage et la coopération de communes sont pratiqués par une vingtaine de communes de la Charente-Maritime, principalement des villes, depuis le lendemain de la Seconde Guerre mondiale.

## Jumelage et coopération
Au lendemain de la Seconde Guerre mondiale, le jumelage de communes est apparu comme un moyen de tisser des liens et d’établir des relations socioculturelles étroites avec les pays voisins après le conflit qui venait de déchirer le monde et l’Europe.
Les jumelages concernent aujourd'hui plus de 15 000 collectivités locales européennes, dont 3 800 réparties sur toute la France et aux traditionnels échanges culturels et d’amitié s'ajoutent des aspects d’échanges de savoir-faire, de partenariat économique et de solidarité.
Ainsi, plus d’une vingtaine de villes et villages de la Charente-Maritime sont jumelés avec des villes ou des villages de l’Europe en premier lieu et dans le cadre de la coopération avec celles d’Afrique et d’Amérique.

## Liste des communes jumelées de la Charente-Maritime
Aigrefeuille-d'Aunis
- Velden (Allemagne)

Angoulins-sur-Mer
- Panticosa  (Espagne)

Aytré
- Mihai Bravu (Roumanie)

Beurlay
- Burley (Royaume-Uni)

Bourcefranc-le-Chapus
- Rheinbrohl (Allemagne)

Breuillet (Charente-Maritime)
- Breuillet (Essonne) (France)

Brouage
- Champlain (Québec), depuis 1973.

Bussac-sur-Charente
- Oron-la-Ville  (Suisse)

Charron
- Cap-Pelé (Canada), depuis 1982[1].

Châtelaillon-Plage
- Evolène  (Suisse)
- Knebworth  (Royaume-Uni)
- Skierniewice  (Pologne)

Dompierre-sur-Mer
- Saint-Antoine-sur-Richelieu  (Canada)

La Jarne
- Eddelak-Sankt-Michaelisdonn  (Allemagne)

Marans
- Barrow upon Soar au  Royaume-Uni
- Boffa en  Guinée

Marennes
- Caraquet (Canada)

Montendre
- Onda (Espagne)
- Sulz am Neckar (Allemagne) depuis 1977

Nieul-sur-Mer
- Sébikotane  (Sénégal)

Pons
Au 30 septembre 2010, Pons n'est jumelée avec aucune ville, mais a signé en 1976 un contrat de partenariat avec L'Assomption au Québec.
Rochefort
- Burton upon Trent (Angleterre)
- Papenburg (Allemagne)
- Torrelavega (Espagne)

La Rochelle
La ville de La Rochelle est jumelée avec  cinq villes dont trois avec l’Europe, une avec l’Amérique et une avec l’Afrique.
- Essaouira ( Maroc)
- Lübeck ( Allemagne)
- New Rochelle ( États-Unis)
- Petrozavodsk ( Russie)
- Santiago de Figueiró ( Portugal)[3].

Les villes de l’agglomération rochelaise sont jumelées avec :  Mihai Bravu (Roumanie) (Aytré), Evolène, Knebworth et Skierniewice (Châtelaillon-Plage), Saint-Antoine-sur-Richelieu (Dompierre-sur-Mer), Wendorf (L'Houmeau), Sébikotane (Nieul-sur-Mer), Sankt Michaelisdonn (La Jarne, Saint-Vivien et Salles-sur-Mer), Eddelak-Sankt-Michaelisdonn (Sainte-Soulle), et Panticosa (Angoulins).
 Royan 
- Gosport (Angleterre) depuis 1959
- Balingen (Allemagne) depuis 1980
- Annapolis Royal (Canada) depuis 2002
- Nauplie (Grèce) depuis 2004

Saint-Jean-d’Angély
- Koumondé (Togo) depuis 1994
- Mondsee  (Autriche) depuis 1999
- New Iberia (États-Unis) depuis 1995
- Saint-Sulpice (Canada) depuis 2006

Sainte-Marie-de-Ré
- Pierrefort (France)

Saintes
C'est la ville de la Charente-Maritime qui pratique le plus le jumelage où celle-ci est jumelée avec six villes du monde dont cinq avec le continent européen et une avec l’Afrique :
- Nivelles (Belgique) depuis 1956[4]
- Tombouctou (Mali) depuis 1978[4]
- Vladimir (Russie) depuis 1988[4]
- Salisbury (Angleterre) (Grande-Bretagne) depuis 1990[4]
- Cuevas del Almanzora (Espagne) depuis 1996[4]
- Xanten (Allemagne) depuis 2002[4]

Sainte-Soulle
- Eddelak-Sankt-Michaelisdonn  (Allemagne)

Saujon
- Bosau (Allemagne), entre Kiel et Lübeck, 1 500 habitants.

Surgères
Surgères est jumelée avec Wipperfürth,  Allemagne.
- Wipperfürth (Allemagne)

Taillebourg
- Stockbridge (Royaume-Uni)

Tonnay-Charente
- Sandown (Royaume-Uni)

La Tremblade
- Ngor-les-Bains (Sénégal) depuis 1997

Un pacte d'amitié a été signé en 2009 avec les représentants de la commune italienne de Rapolano Terme. Ce rapprochement pourrait donner lieu à un jumelage entre les deux villes dans un avenir plus ou moins proche.

### Sources et références
1. ↑  BC, « Cérémonie de jumelage à Cap-Pelé », L'Évangéline, vol. 95, no 108,‎ 4 juin 1982, p. 2 (lire en ligne)
2. ↑  
« Atlas français de la coopération décentralisée et des autres actions extérieures », sur diplomatie.gouv.fr/ (consulté le 12 octobre 2016)
3. ↑  Site officiel de la ville de La Rochelle
4. 1 2 3 4 5 6  
« Atlas français de la coopération décentralisée et des autres actions extérieures », sur diplomatie.gouv.fr/ (consulté le 12 octobre 2016)
5. ↑  La Tremblade-Ronce-les-Bains, magazine municipal n°35, avril 2009, p.  7